# Saint Aulaye-Puymangou
Saint Aulaye-Puymangou ist eine französische Gemeinde  mit 1.432 Einwohnern (Stand: 1. Januar 2022) im Département Dordogne in der Region Nouvelle-Aquitaine. Sie gehört zum Arrondissement Périgueux und zum Kanton Montpon-Ménestérol.
Sie entstand mit Wirkung vom 1. Januar 2016 als Commune nouvelle durch Zusammenlegung der bis dahin selbstständigen Gemeinden Saint-Aulaye und Puymangou, die in der neuen Gemeinde den Status einer Commune déléguée besitzen. Der Verwaltungssitz befindet sich im Ort Saint-Aulaye.

## Gliederung
| Ortsteil                         | ehemaliger INSEE-Code | Fläche (km²) | Einwohnerzahl zum 1. Januar 2022 |
| -------------------------------- | --------------------- | ------------ | -------------------------------- |
| Puymangou                        | 24343                 | 11,29        | .0077                            |
| Saint-Aulaye (Verwaltungssitz)00 | 24376                 | 34,71        | 1.355                            |

## Lage
Nachbargemeinden sind Les Essards im Nordwesten, Bonnes im Norden, Saint Privat en Périgord im Nordosten, Saint-Vincent-Jalmoutiers im Osten, Servanches im Südosten, La Roche-Chalais im Süden und Parcoul-Chenaud im Westen.

## Sehenswürdigkeiten

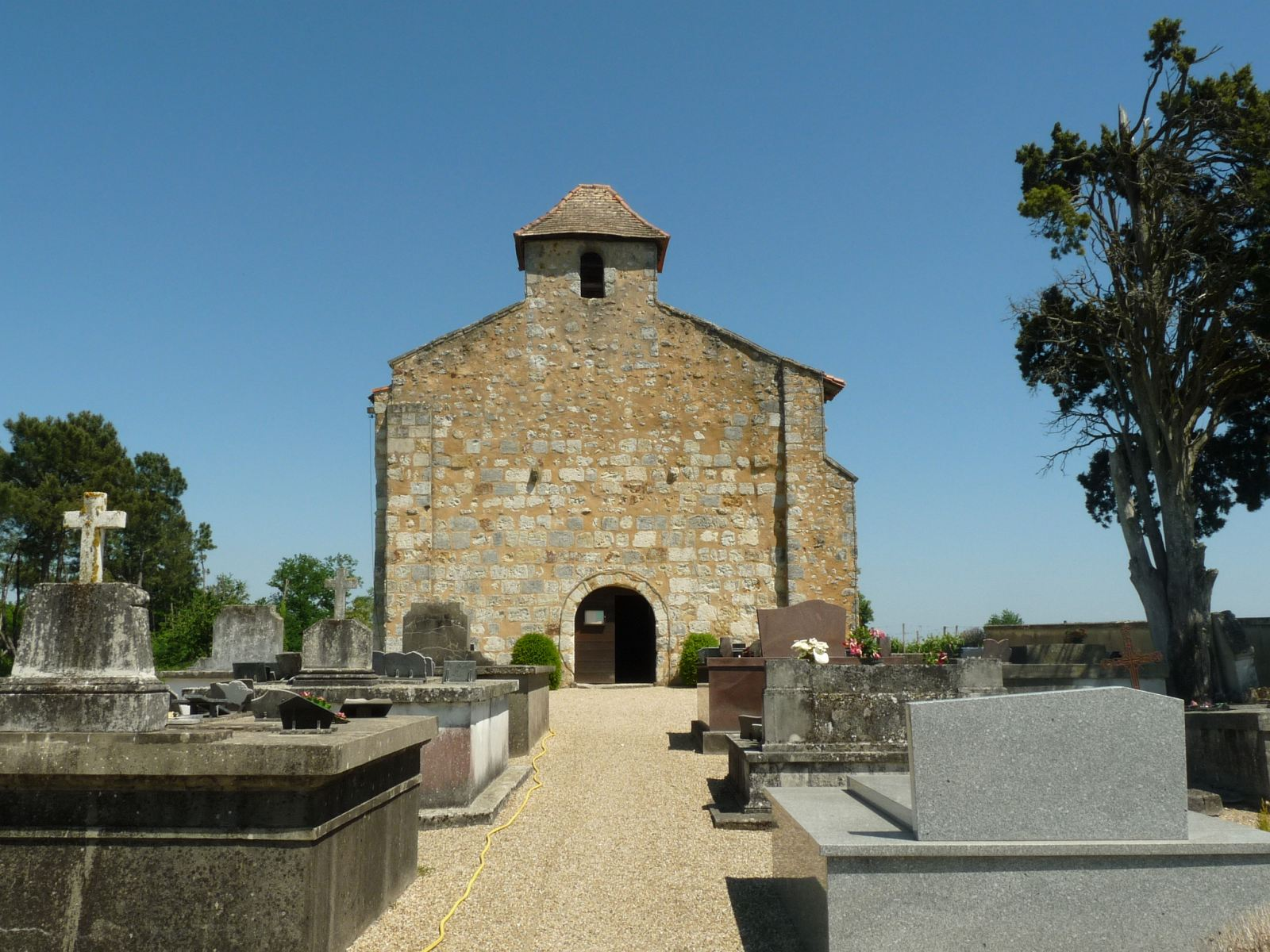
Kirche Saint-Étienne im Ortsteil Puymangou